# Olovlig kärlek
Olovlig kärlek (engelska: Easy Virtue) är en brittisk romantisk komedifilm från 1928 i regi av Alfred Hitchcock. Filmen är löst baserad på Noël Cowards pjäs Easy Virtue från 1924. Den spelades in i Islington Studios i London.

## Rollista
- Isabel Jeans - Larita Filton
- Robin Irvine - John Whittaker
- Franklin Dyall - Aubrey Filton
- Eric Bransby Williams - Claude Robson
- Ian Hunter - kärandens advokat
- Violet Farebrother - Mrs. Whittaker
- Frank Elliott - Överste Whittaker
- Dacia Deane - Marion Whittaker
- Dorothy Boyd - Hilda Whittaker
- Enid Stamp Taylor - Sarah
- Benita Hume - telefonreceptionist (ej krediterad)